# Amanda Adler
Amanda Johanna Adler, född 27 maj 1862 i Järnboås socken i Bergslagen, död 14 maj 1932, var en svensk hattfabrikör. Hon var verksam under det tidiga 1900-talet och tillsammans med sin syster Hulda Adler startade hon en framgångsrik fabriksrörelse i Karlstad med tillverkning och försäljning av strå- och filthattar.

## Biografi
Amanda Adlers far var hemmansägare; han och hustrun Ulrika Andersdotter hade åtta barn.
Amanda Adler genomgick utbildning i folkskola, privata studier och handelsskola och startade därefter en mode- och manufakturaffär vid 18 års ålder. Åtta år senare flyttade hon affären till Karlstad. Efter ytterligare några år förändrades varuutbudet till att enbart bestå av hattar.
Amanda Adler var tillsammans med sin syster Hulda Adler bland de första kvinnorna som etablerade en fabrik, vilket skedde år 1901 då de grundade Karlstads strå- och filthattfabrik. I uppstarten hyrdes en lägenhet om sex rum och antalet anställda uppgick till tolv personer, varav två kvinnliga provresande. Företaget hade även en mindre butik inhyrd i Karlstads rådhus år 1912, med direktförsäljning av stråhattar. Försäljningen av stråhattar expanderade snabbt och efter tio år flyttade företaget till ett trevåningshus på Tingvallagatan i Karlstad. Antalet anställda hade då ökat till 50 personer, varav fem var kvinnliga provryttare, som marknadsförde fabrikens varor genom resor över hela landet. Valet av kvinnor som provryttare hade enligt ett reportage i Idun 1911 visat sig gynnsamt för försäljningen, bland annat på grund av att männen inte kunnat tävla "ifråga om energi att sälja denna slags vara, hvilket ju kan ha sina psykologiskt förklarliga skäl". Företagets försäljningsområde blev riksomfattande och i monteringssalen på våren 1911 fanns mellan 30 000 och 40 000 hattar klara att expedieras till kunder när och fjärran. I sitt reportage framhöll Idun att Amanda Adler och hennes syster var ett gott ”vittnesbörd bland många på hvad energiskt och redbart kvinnoarbete kan bli till också i vårt land”.
Amanda Adler var i många år styrelseledamot och ordförande i Kristliga föreningen av unga kvinnor (KFUK) i Karlstad och var även medlem av stadsfullmäktiges pensionskommitté.
Amanda Adler dog 1932 i en ålder av 70 år. Systern Hulda Adler dog några år senare, 80 år gammal. Båda var ogifta. Efter Amanda Adlers död flyttade stråhattsfabriken till betydligt större lokaler i Sjötullsborg i Karlstad.